# Sjtjolkovskaja
Sjtjolkovskaja (ryska: Щёлковская), är östra slutstationen på Arbatsko–Pokrovskaja-linjen i Moskvas tunnelbana. Stationen ligger vid vägen som leder till Sjtjolkovo.
Stationen är tungt trafikerad då den ligger vid Moskvas centrala bussterminal.